# باتريك كوفرور
باتريك كوفرور (بالفرنسية: Patrick Couvreur)‏‏ (18 يناير 1950 في شيربيك - ) أخصائي دواء فرنسي مُتخصص في تقنية النانو الطبية، ويعمل حاليًا بروفيسورًا في جامعة باريس الجنوبية.